# Idioma guro
El guro (francés gouro), kweni (kwéndré) o lo, es una lengua mandé hablada por cerca de medio millón de personas en Costa de Marfil, principalmente en las regiones de Alto Sassandra y Marawé y Gôh.